# Plazoleta de la Contraescarpa
Die Plazoleta de la Contraescarpa ist ein Platz in der uruguayischen Hauptstadt Montevideo.
Er befindet sich an der Straßenecke Reconquista / Juan Carlos Gómez an den nördlich der Plaza España befindlichen Häuserblock angrenzend in der Ciudad Vieja. Er entstand 1984 unter Mitwirkung der Architekten Francisco Bonilla und Carlos Pascual sowie der Comisión Especial Permanente de Ciudad Vieja der Intendencia Municipal von Montevideo. Die Grundfläche beträgt 191 m².